# Brocat

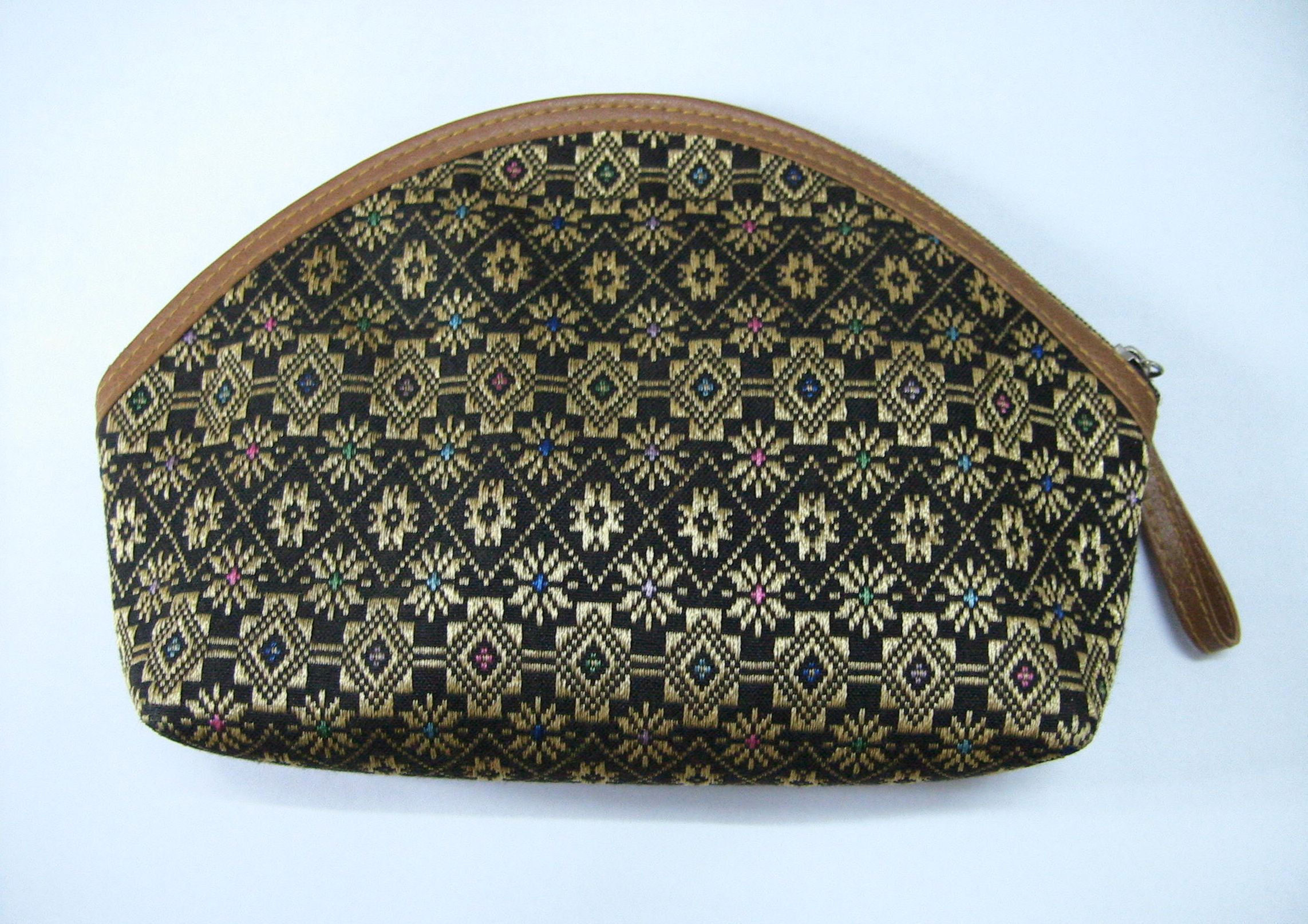
Moneder de brocat

S'anomena  brocat  (també brodat d'or) a un teixit molt carregat de seda, amb la trama que forma el fons, feta de punt de sarga.
Els dibuixos són de ras de vuit lliços i solen ser grans perquè produeixin bon efecte aplicats a tota classe de tapissos i mobles. La circumstància que distingeix aquest teixit és el mitjà relleu que presenta el ras sobre la sarga del fons sent la classe més usada de només dos colors, un de l'ordit i un altre de la trama, tot i que es fabriquen també alguns brocats amb dos i tres colors de trama.
Es fabrica en molt gran escala una imitació d'aquest teixit coneguda amb el nom do  brocatell .